# Duguetia cauliflora
Duguetia cauliflora är en kirimojaväxtart som beskrevs av Robert Elias Fries. Duguetia cauliflora ingår i släktet Duguetia och familjen kirimojaväxter. Inga underarter finns listade i Catalogue of Life.